# Перегрупування Небера
Перегрупування Небера (рос. перегруппировка Небера, англ. Neber rearrangement) — перегрупування сульфонатів кетоксимів у α-амінокетони під дією основ. Таким чином одержуються також і циклічні α-амінокетони. Реакцію провадять у інертній атмосфері.
Механізм реакції: